# 太仆寺
太僕寺，中國古代朝廷的中央機構之一。
周穆王任命伯冏擔任太僕正，史官寫了冊書，名爲《冏命》。故後世雅稱太僕寺為冏寺，太僕寺卿為冏卿。

## 歷史沿革
秦、漢九卿中有太僕，為掌車馬之官。北齊定制，以寺爲官署名，寺卿爲官名。隋、唐後均沿其制。
明朝时，掌牧馬之政令，屬兵部，洪武六年（1373年）於滁州設立南京太僕寺，設卿、少卿、寺丞等官職。洪武三十年（1397年）置北平及遼東、山西、陝西等處行太僕寺。
清朝时期，於顺治元年（1644年）设立，最初并无专署，附设在兵部的武库司。同年十二月，裁撤。顺治二年（1645年）二月，复设太仆寺，皇帝出巡，扈從車馬雜物皆為總管。其中，置卿、少卿、員外郎等官職。光緒三十二年（1907年）將原有的兵部、練兵處以及太僕寺整併為陸軍部。

## 延伸阅读
[在维基数据编辑]
 《欽定古今圖書集成·明倫彙編·官常典·太僕寺部》，出自陈梦雷《古今圖書集成》